# Galaktyka spiralna

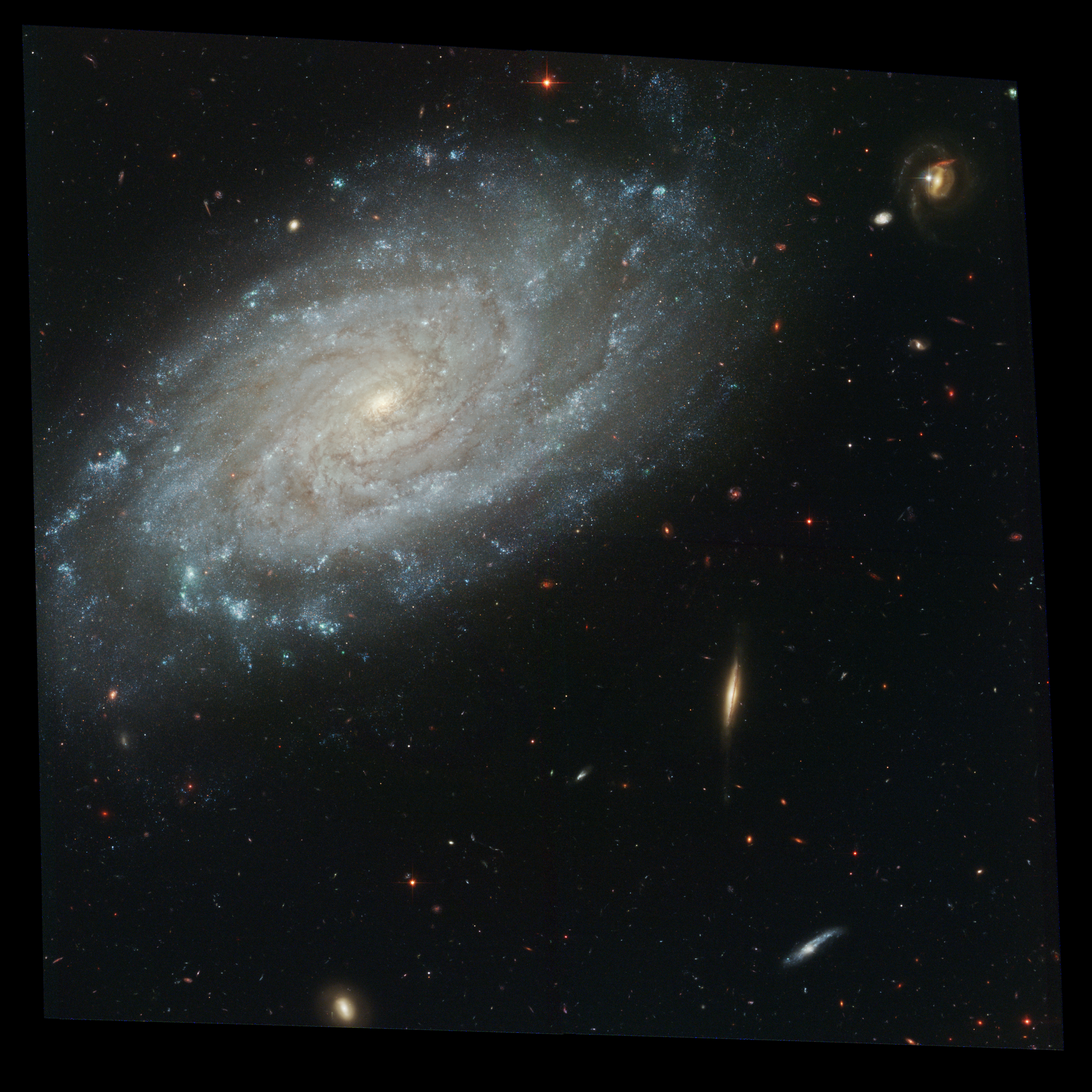
Galaktyka spiralna NGC 3370 Zdjęcie wykonane przez teleskop Hubble’a

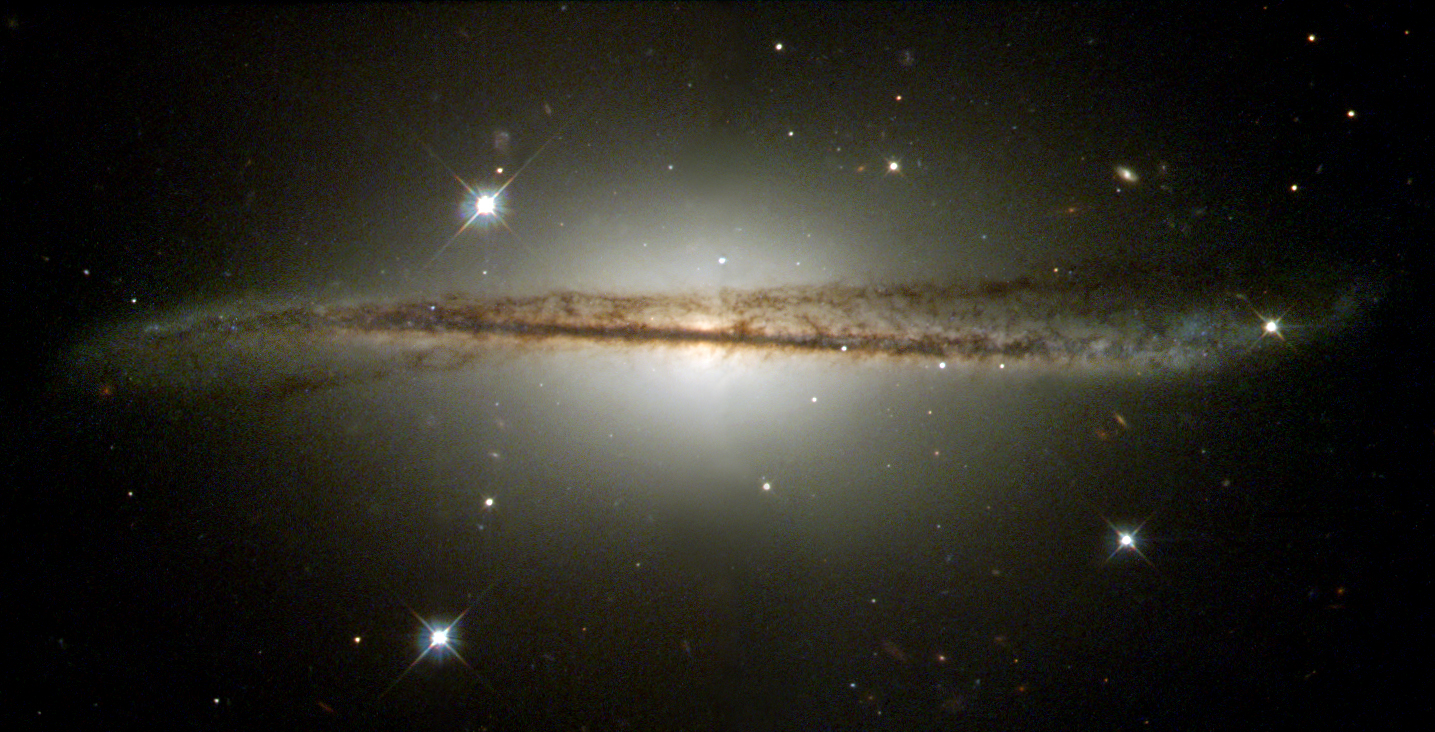
Zdeformowana galaktyka spiralna ESO 510-G13

Galaktyka spiralna – typ galaktyk, wyróżniony w klasyfikacji galaktyk Hubble’a, mających postać dysku z ramionami spiralnymi wychodzącymi ze środka zwanego jądrem galaktyki. Przy spojrzeniu na dysk „z góry” wyraźnie widać jego spiralną strukturę. Galaktyki spiralne stanowią 75% jasnych galaktyk nieba.

## Oznaczanie
Galaktyki spiralne oznacza się literą S i w zależności od stopnia rozwinięcia ramion dzieli na typy a, b, c, d. Typ Sa (15% ogółu) ma duże jądro i słabo rozwinięte ramiona. Typ Sc (28% ogółu) – na odwrót – małe jądro i bardzo silnie rozwinięte ramiona spiralne, typ Sb (20% ogółu) jest typem przejściowym pomiędzy poprzednimi dwoma. Typ Sd (poniżej 1%) ma najbardziej rozbudowane, lecz luźne ramiona, z ledwie widocznym jądrem. Typ ten zaproponował w połowie XX wieku de Vaucouleurs. Przykładem tego typu galaktyk jest NGC 3077. Rozróżnia się galaktyki spiralne z poprzeczką, bez poprzeczki oraz typ pośredni.

## Charakterystyka
Galaktyki spiralne są typem galaktyk charakteryzujących się następującymi własnościami fizycznymi:
- posiadają duży moment pędu
- zbudowane są z centralnego jądra otoczonego dyskiem. Czasem jądro otoczone jest bezpośrednio jeszcze zgrubieniem centralnym (około 75%).
  - Jądro jest na ogół supermasywną czarną dziurą.
  - Zgrubienie centralne przypomina galaktykę eliptyczną, zawiera wiele starych gwiazd II populacji.
  - Dysk jest płaskim rotującym zbiorowiskiem materii międzygwiezdnej, młodych gwiazd I populacji i otwartych gromad gwiazd.

Galaktyki spiralne są tak nazwane od obserwowanych jasnych ramion – obszarów formowania się gwiazd w dysku. Dysk galaktyk spiralnych otoczony jest sferoidalnym halo gwiazd II populacji, większość z których zgrupowana jest w gromadach kulistych, które okrążają centrum galaktyki.

## Typy galaktyk spiralnych
Szacuje się, że 71% galaktyk to galaktyki spiralne bez poprzeczki, natomiast galaktyki spiralne z poprzeczką stanowią 15% wszystkich galaktyk. Galaktyki spiralne z poprzeczką również dzieli się na cztery typy. Galaktyki typu SBa (4%) mają jądro najściślej opasane ramionami, galaktyki typu SBb (5%) mają jądro średnio owinięte ramionami, galaktyki typu SBc (6%) mają luźne ramiona. Czwarty typ SBm (poniżej 1%) ma nieregularne ramiona, a galaktyki tego typu są nazywane magellanicznymi. Przykładem może być NGC 3109 w Hydrze.